# زمین‌لرزه ۲۰۰۲ پاپوآ گینه نو
زمین‌لرزه پاپوآ گینه نو  در تاریخ ۸ سپتامبر ۲۰۰۲ میلادی، برابر با ‎۱۷ شهریور ۱۳۸۱، ساعت ۱۸:۴۴:۲۳ به زمان یوتی‌سی در پاپوآ گینه نو رخ داد. ژرفای این زلزله ۱۳ کیلومتر بود، و بزرگی آن ۷٫۶ در مقیاس Mw اعلام شده‌است. زمین‌لرزه به وقت محلی در روز دوشنبه، ساعت ۴ روی داده و منطقه زمانی آن یوتی‌سی +۱۰ بوده‌است .
سازمان زمین‌شناسی آمریکا نیز رومرکز این زمین‌لرزه را در مختصات ۳°۱۸′۰۷″جنوبی ۱۴۲°۵۶′۴۲″شرقی / ۳٫۳۰۲°جنوبی ۱۴۲٫۹۴۵°شرقی و ژرفای آن را در ۱۳ کیلومتر گزارش کرده‌است. بزرگی برگزیدهٔ این سازمان از میان بزرگی‌های محاسبه‌شدهٔ مختلف ۷٫۶ در مقیاس Mw بوده و از دید اثر، در میان چهار دسته‌بندی «نامحسوس»، «محسوس»، «زیان‌آور» یا «با تلفات»، زلزله را «با تلفات» اعلام کرده‌است.دستکم ۵۰۰ ساختمان در زمین‌لرزه خراب شده‌است.رانش زمین در آن به وجود آمده‌است.سونامی نیز در این زلزله گزارش شده‌است.
پروژهٔ «تنسور گشتاور مرکزوار» زاویه‌های (راستا، شیب، ریک) گسل سازندهٔ زمین‌لرزه و صفحه عمود بر آن را (°۱۰۶، °۳۴، °۴۳) یا (°۳۳۹، °۶۸، °۱۱۶) و نوع گسل را «معکوس» فرارسانده‌است.
شمار کشتگان زلزله حدود ۴ نفر بوده‌است.تعداد زخمیان ۷۰ نفر برآورده شده‌است.